# Cooya Beach
Cooya Beach – miasto w Australii, w stanie Queensland, nad Oceanem Spokojnym.